# Voyager (chanson)
Pour les articles homonymes, voir Voyager.
Pistes de Discovery
Something About Us
(9) Veridis Quo
(11)
Voyager est une chanson disco du groupe Daft Punk et apparaît en tant que 10e piste de l'album Discovery. Le vidéoclip est issue du film d'animation Interstella 5555: The 5tory of the 5ecret 5tar 5ystem, a pour thème le voyage, d'où le titre du morceau.